# Liste der Bodendenkmäler in Markt Erlbach
Auf dieser Seite sind die Bodendenkmäler in dem mittelfränkischen Markt Markt Erlbach zusammengestellt. Diese Tabelle ist eine Teilliste der Liste der Bodendenkmäler in Bayern. Grundlage ist die Bayerische Denkmalliste, die auf Basis des Bayerischen Denkmalschutzgesetzes vom 1. Oktober 1973 erstmals erstellt wurde und seither durch das Bayerische Landesamt für Denkmalpflege geführt wird. Die folgenden Angaben ersetzen nicht die rechtsverbindliche Auskunft der Denkmalschutzbehörde.

## Bodendenkmäler in Markt Erlbach

### Bodendenkmäler in der Gemarkung Altselingsbach
| Lage                      | Objekt                                                           | Akten-Nr.     | Bild |
| ------------------------- | ---------------------------------------------------------------- | ------------- | ---- |
| Altselingsbach (Standort) | Grabhügel vorgeschichtlicher Zeitstellung.                       | D-5-6529-0007 |      |
| Altselingsbach (Standort) | Freilandstation des Mesolithikums und Siedlung des Neolithikums. | D-5-6529-0009 |      |
| Altselingsbach (Standort) | Grabhügel vorgeschichtlicher Zeitstellung.                       | D-5-6529-0011 |      |
| Altselingsbach (Standort) | Siedlung neolithischer Zeitstellung.                             | D-5-6529-0067 |      |
| Altselingsbach (Standort) | Grabhügel vorgeschichtlicher Zeitstellung.                       | D-5-6529-0131 |      |

### Bodendenkmäler in der Gemarkung Buchen
| Lage              | Objekt                                     | Akten-Nr.     | Bild |
| ----------------- | ------------------------------------------ | ------------- | ---- |
| Buchen (Standort) | Grabhügel vorgeschichtlicher Zeitstellung. | D-5-6429-0042 |      |

### Bodendenkmäler in der Gemarkung Eschenbach
| Lage                  | Objekt                                                           | Akten-Nr.     | Bild |
| --------------------- | ---------------------------------------------------------------- | ------------- | ---- |
| Eschenbach (Standort) | Grabhügel vorgeschichtlicher Zeitstellung.                       | D-5-6529-0012 |      |
| Eschenbach (Standort) | Bestattungsplatz vorgeschichtlicher Zeitstellung mit Grabhügeln. | D-5-6529-0013 |      |
| Eschenbach (Standort) | Grabhügel vorgeschichtlicher Zeitstellung.                       | D-5-6530-0017 |      |
| Eschenbach (Standort) | Grabhügel vorgeschichtlicher Zeitstellung.                       | D-5-6530-0018 |      |

### Bodendenkmäler in der Gemarkung Jobstgreuth
| Lage                   | Objekt | Akten-Nr.     | Bild |
| ---------------------- | --- | ------------- | ---- |
| Jobstgreuth (Standort) | Freilandstation des Mesolithikums.                                                                                           | D-5-6529-0015 |      |
| Jobstgreuth (Standort) | Freilandstation des Mesolithikums und Siedlung des Neolithikums.                                                             | D-5-6529-0016 |      |
| Jobstgreuth (Standort) | Freilandstation des Mesolithikums und Siedlung des Neolithikums.                                                             | D-5-6529-0017 |      |
| Jobstgreuth (Standort) | Freilandstation des Mesolithikums und Siedlung des Neolithikums.                                                             | D-5-6529-0019 |      |
| Jobstgreuth (Standort) | Freilandstation des Mesolithikums und Siedlung des Neolithikums.                                                             | D-5-6529-0069 |      |
| Jobstgreuth (Standort) | Mittelalterliche und frühneuzeitliche Befunde im Bereich der Evangelisch-Lutherischen Filialkirche St. Jobst in Jobstgreuth. | D-5-6529-0165 |      |

### Bodendenkmäler in der Gemarkung Kotzenaurach
| Lage                    | Objekt                                     | Akten-Nr.     | Bild |
| ----------------------- | ------------------------------------------ | ------------- | ---- |
| Kotzenaurach (Standort) | Grabhügel vorgeschichtlicher Zeitstellung. | D-5-6429-0043 |      |
| Kotzenaurach (Standort) | Grabhügel vorgeschichtlicher Zeitstellung. | D-5-6429-0044 |      |
| Kotzenaurach (Standort) | Freilandstation des Mesolithikums.         | D-5-6429-0045 |      |

### Bodendenkmäler in der Gemarkung Linden
| Lage              | Objekt | Akten-Nr.     | Bild |
| ----------------- | --- | ------------- | ---- |
| Linden (Standort) | Siedlung vor- und frühgeschichtlicher Zeitstellung.                                                                                                | D-5-6429-0098 |      |
| Linden (Standort) | Mittelalterliche und frühneuzeitliche Befunde im Bereich der Evangelisch-Lutherischen Pfarrkirche St. Johannes Baptist und St. Leonhard in Linden. | D-5-6429-0137 |      |
| Linden (Standort) | Freilandstation des Mesolithikums, Siedlung des Neolithikums und Wüstung des Mittelalters.                                                         | D-5-6529-0022 |      |
| Linden (Standort) | Freilandstation des Mesolithikums und Siedlung der Latènezeit.                                                                                     | D-5-6529-0023 |      |
| Linden (Standort) | Siedlung vorgeschichtlicher Zeitstellung. | D-5-6529-0024 |      |
| Linden (Standort) | Siedlung vorgeschichtlicher Zeitstellung. | D-5-6529-0026 |      |

### Bodendenkmäler in der Gemarkung Losaurach
| Lage                 | Objekt                                     | Akten-Nr.     | Bild |
| -------------------- | ------------------------------------------ | ------------- | ---- |
| Losaurach (Standort) | Grabhügel vorgeschichtlicher Zeitstellung. | D-5-6429-0186 |      |

### Bodendenkmäler in der Gemarkung Markt Erlbach
| Lage                     | Objekt | Akten-Nr.     | Bild |
| ------------------------ | --- | ------------- | ---- |
| Markt Erlbach (Standort) | Grabhügel vorgeschichtlicher Zeitstellung. | D-5-6529-0001 |      |
| Markt Erlbach (Standort) | Befestigte Straße des Mittelalters. | D-5-6529-0126 |      |
| Markt Erlbach (Standort) | Mittelalterliche und frühneuzeitliche Befunde im Bereich der Marktsiedlung von Markt Erlbach.                                                                        | D-5-6529-0128 |      |
| Markt Erlbach (Standort) | Mittelalterliche und frühneuzeitliche Befunde im Bereich der Marktbefestigung von Markt Erlbach sowie ihrer Torbauten.                                               | D-5-6529-0129 |      |
| Markt Erlbach (Standort) | Mittelalterliche und frühneuzeitliche Befunde im Bereich der Evangelisch-Lutherischen Pfarrkirche St. Kilian und des ehemals befestigten Kirchhofs in Markt Erlbach. | D-5-6529-0130 |      |
| Markt Erlbach (Standort) | Mittelalterliche und frühneuzeitliche Befunde im Bereich der ehemalige Kapelle St. Jakob in Markt Erlbach.                                                           | D-5-6529-0172 |      |

### Bodendenkmäler in der Gemarkung Siedelbach
| Lage                  | Objekt                                                                                 | Akten-Nr.     | Bild |
| --------------------- | -------------------------------------------------------------------------------------- | ------------- | ---- |
| Siedelbach (Standort) | Grabhügel vorgeschichtlicher Zeitstellung.                                             | D-5-6430-0020 |      |
| Siedelbach (Standort) | Burgstall des hohen Mittelalters.                                                      | D-5-6430-0039 |      |
| Siedelbach (Standort) | Grabhügel vorgeschichtlicher Zeitstellung.                                             | D-5-6430-0041 |      |
| Siedelbach (Standort) | Freilandstation des Mesolithikums und Siedlung des Neolithikums.                       | D-5-6430-0042 |      |
| Siedelbach (Standort) | Mittelalterliche und frühneuzeitliche Befunde im Bereich der ehemalige Blümleinsmühle. | D-5-6430-0094 |      |